# ブックマーク
ブックマーク（Bookmark）とは英語で本のしおりのことを意味する。そこから転じてウェブブラウザに任意のウェブサイトのURLを登録する機能のことを指す。

## 概要
登録することによって、登録したURLにマウスのクリックだけで瞬時に移動可能になり、逐次ウェブブラウザのアドレス欄にURLを打ち込む必要がなくなるというメリットがある。俗にブクマとも呼ばれる。
史上初のグラフィカルなウェブブラウザであるNCSA Mosaicでは、この機能は「ホットリスト」(Hotlist) と呼ばれていたが、Netscape Navigatorが「ブックマーク」と命名したことから、同様の機能のことを一般的に「ブックマーク」と呼称するようになった。また、Internet Explorerの同様の機能は「お気に入り」(favorite) となっており、ブックマークの別の呼称として一般的に用いられることも多い。
macOSのウェブブラウザ、SafariではSpotlightの機能により、膨大なブックマークから目的のものをすばやく見つけ出すことができる。
もともとはウェブブラウザの機能だが、最近ではポータルサイトのサービスとして、登録ユーザー各自が自由にサーバ上にURLを登録できる「オンラインブックマーク」がある。このサービスを利用することで、自宅、職場、外出先など異なる環境でも自分が頻繁に行くウェブサイトに容易に行くことができるほか、パソコンのトラブル発生時にブックマークが消失することを避けるために、バックアップとして登録する例も多い。
また、他のユーザーとの間でブックマークを公開・共有することを主眼としたものは、とくにソーシャルブックマークと呼ばれる。